# CMNF

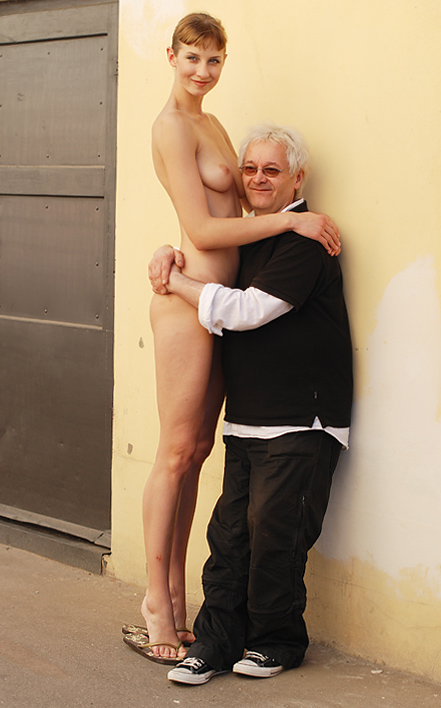
Tình huống CMNF giữa một cô gái và nam nghệ sĩ nhiếp ảnh nổi tiếng Robert Vano người Slovekia.

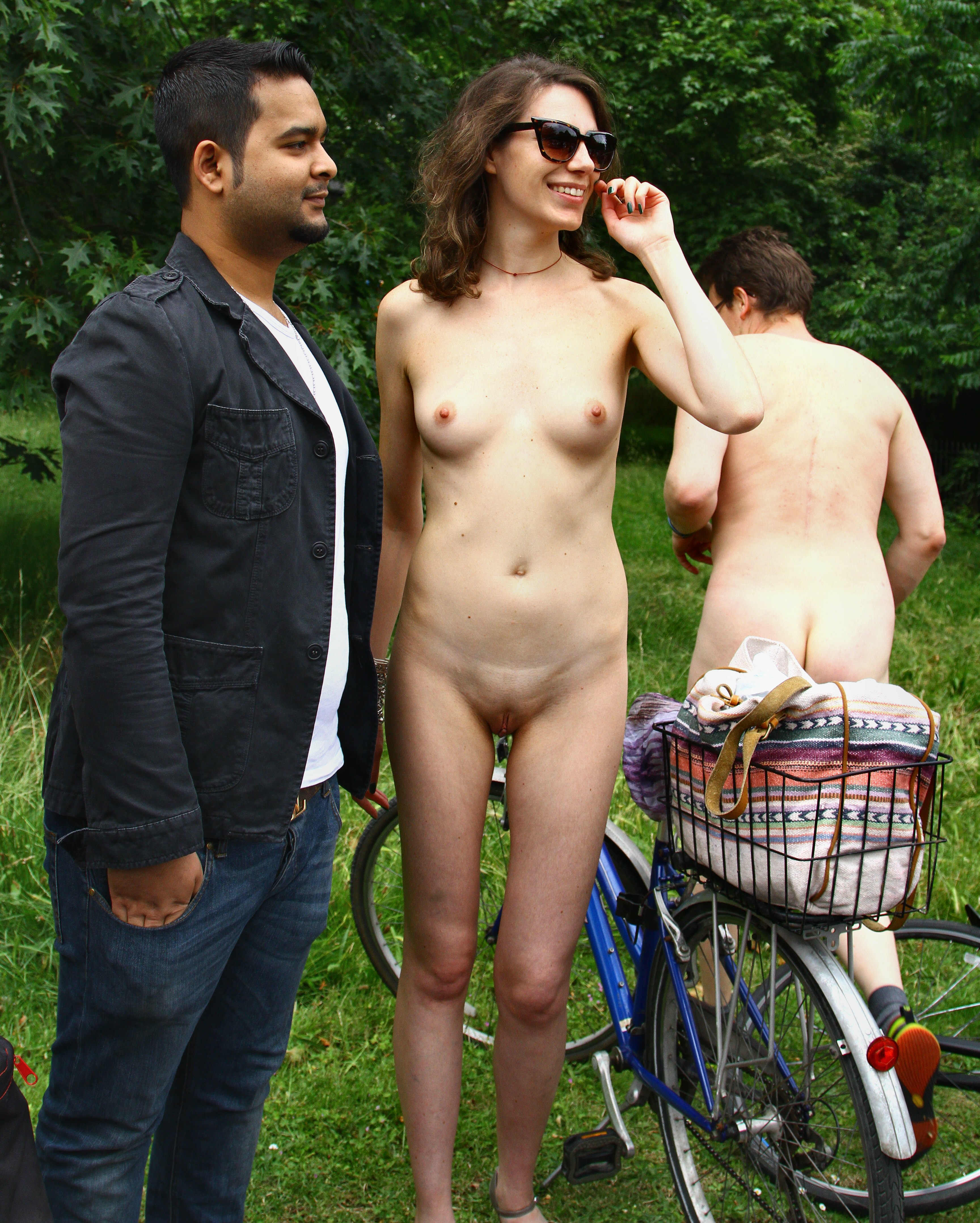
Người đàn ông mặc quần áo bên cạnh một phụ nữ khỏa thân tạiWorld Naked Bike Ride năm 2014 ở London.

CMNF là viết tắt của cụm từ tiếng Anh Clothed male, naked (or nude) female là một thể loại nghệ thuật khiêu dâm với đặc trưng bởi nhân vật nữ luôn trong trạng thái khỏa thân trong khi những người nam giới mặc quần áo. Nó là một trong những tình huống trong nội dung tình dục cũng có cả trong văn hóa và cũng có thể được nhìn thấy trong cuộc sống đời thường.
Một số học giả nữ quyền cho rằng loại hình này làm giảm giá trị của phụ nữ gây có thể nảy sinh tệ nạn nô lệ tình dục gây tâm lý thống trị của nam giới tác động không tốt đến bình đẳng giới.
Ngược nghĩa với CMNF là CFNM (viết tắt của cụm từ Clothed female nude male)